# Visa i Molom
Visa i Molom är en impressionistisk visa av Alf Hambe skriven 1963. Den utspelar sig i Hambes egen visvärld Molom som är en plats i gränslandet mellan fantasi och verklighet. Den innehåller ordlekar som är typiska för Hambes poesi, till exempel "i långa lopp och längslar".
Det var med Visa i Molom som Hambe fick sitt genombrott.